# Oleander
För andra betydelser, se Oleander (olika betydelser).
Oleander (Nerium oleander) är en art i det monotypiska släktet Nerium i familjen oleanderväxter. Den kallas även nerium eller rosenlager. Den är troligen ursprunglig i medelhavsområdet, från södra Spanien till Syrien och Jordanien. I övrigt är den förvildad i de flesta varma områden. I Sverige kan oleander odlas som krukväxt.

## Utseende och ekologi
Oleander är mycket mångformig och bildar en städsegrön buske eller litet träd som kan bli åtta meter högt. Bladen är smalt elliptiska 5–30 × 1–3,5 cm, läderartade. Blommorna är praktfulla och doftande. Foderbladen är smalt triangulära till smalt äggrunda, 3–10 mm långa. Kronan kan vara purpurröd, rosa, vit laxrosa eller gul, blompipen blir 1,2–2,2 cm lång, kronflikarna 1,3–3 cm långa. Den kan blomma större delen av året, men vanligen mellan april och september.
Trivs bäst i varmt och soligt klimat. Oleander tål inte frost under några längre perioder.
Plantor från Iran till Indien har större blomsamlingar och starkare doft, dessa har kallats Nerium indicum, men räknas numera till formvariationen inom oleander.

## Giftighet
Hela växten är mycket giftig och har därför också fått tillnamn som hästbane. Bladen kan framkalla dermatit vid beröring. Gifterna i oleander har en digitalis-liknande effekt som lätt tas upp av munnens slemhinnor. Doften är dock inte giftig och det är inte farligt att lukta på oleander.

## Sorter
Över 400 sorter har fått namn. Några av de vanligaste är:
- 'Luteum Plenum' - har gräddvita till ljust gula blommor med dubbel krona.
- 'Petite Salmon' - lågväxande sort med enkla, laxrosa blommor.
- 'Splendens' - namnet är troligen ett samlingsnamn för flera, fylldblommiga, rosa kloner. Det är möjligen den vanligaste sorten i Sverige. 'Splendens Foliis Variegatis' har gulbrokiga blad.

## Synonymer
- Nerium carnum Dum.Cours.
- Nerium flavescens DiSpino ex Roem. & Schult.
- Nerium floridum Salisb. nom. illeg.
- Nerium grandiflorum Desf.
- Nerium indicum Mill.
- Nerium indicum f. leucanthum Makino
- Nerium indicum f. lutescens Makin
- Nerium indicum f. plenum Makino
- Nerium indicum subsp. kotschyi (Boiss.) Rech.f.
- Nerium japonicum Hort. ex Gentil
- Nerium kotschyi Boiss.
- Nerium latifolium Miller
- Nerium lauriforme Lam. nom. illeg.
- Nerium luteum Nois. ex Steud.
- Nerium mascatense A.DC.
- Nerium odoratissimum Wender.
- Nerium odoratum Lam. nom. illeg.
- Nerium odorum Solander ex Aiton
- Nerium odorum var. kotschyi (Boiss.) Boiss.
- Nerium oleander L.
- Nerium oleander subsp. kurdicum  Rech.f.
- Nerium oleander var. indicum (Mill.) O.Deg. & Greenwell
- Nerium splendens Paxton
- Nerium thyrsiflorum Paxton
- Nerium verecundum Salisbury nom. illeg.
- Oleander indica (Mill.) Medik.
- Oleander vulgaris Medik.

## Galleri

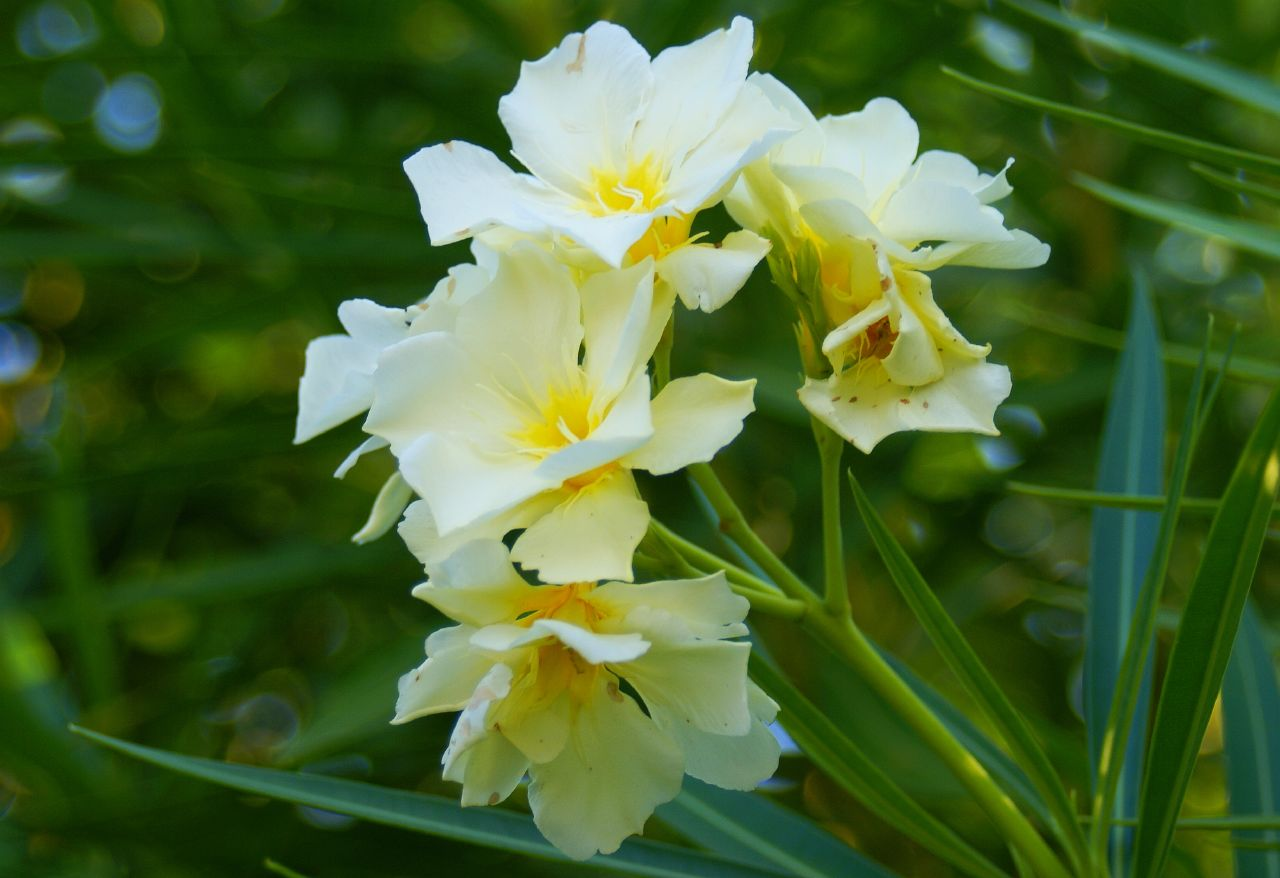
'Luteum Plenum'
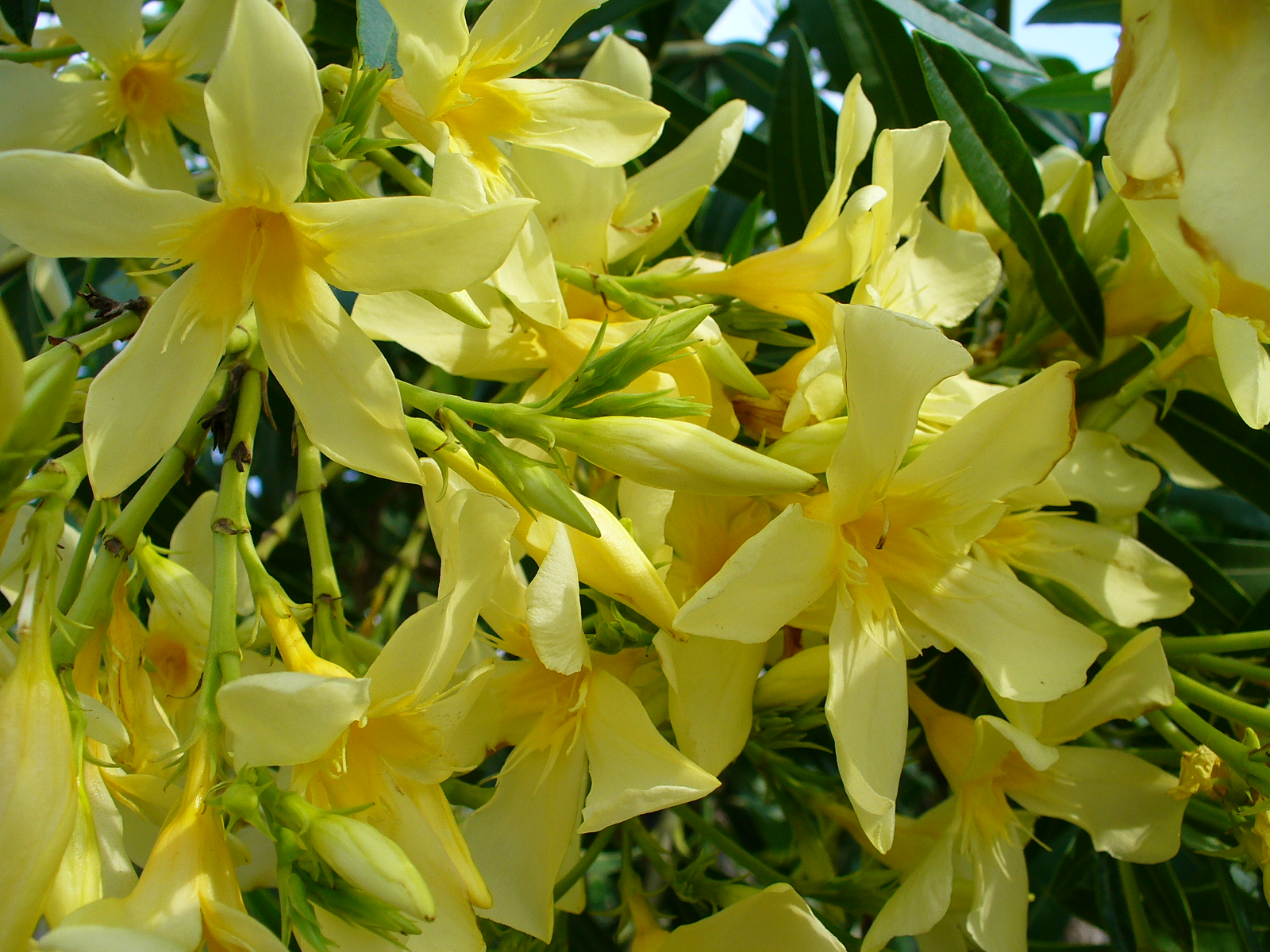
'Maria Gambetta'
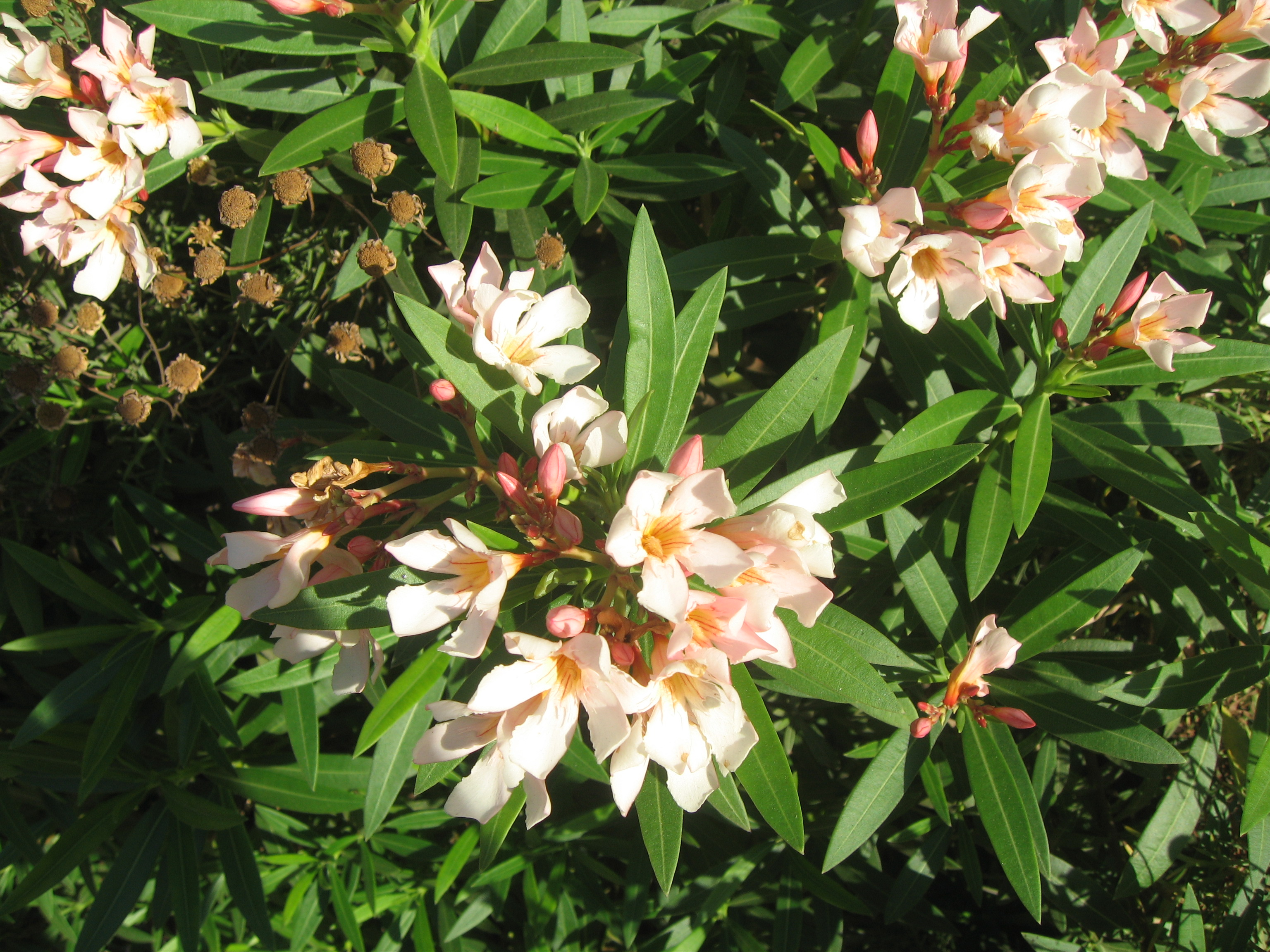
'Petite Salmon'
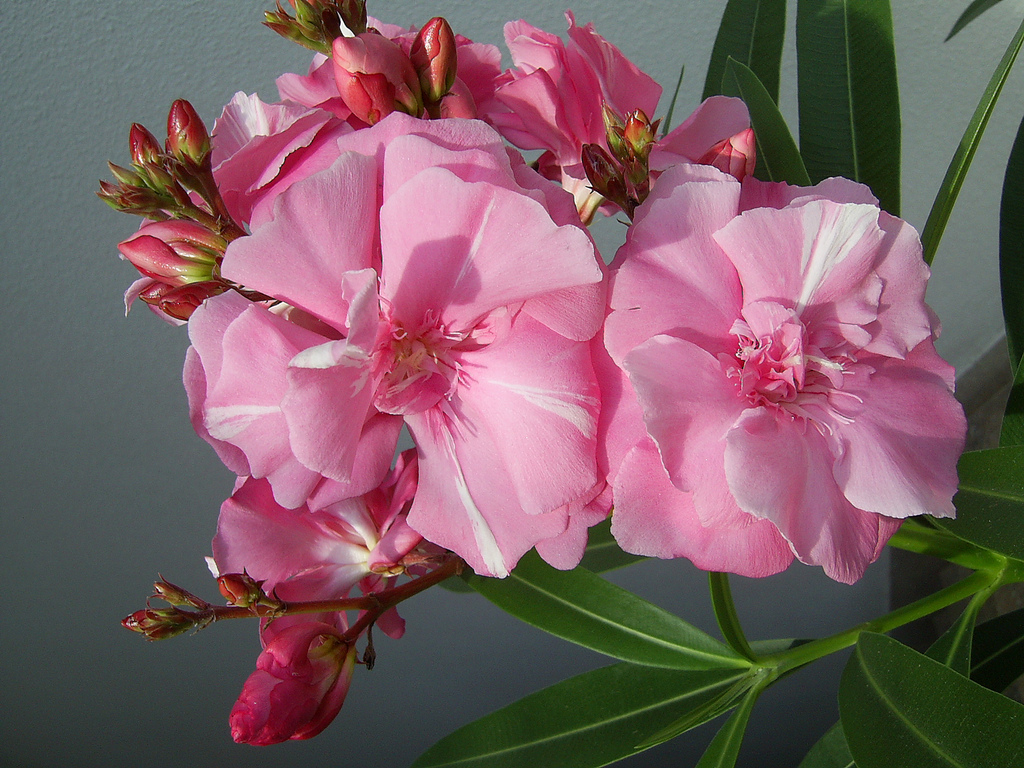
'Splendens'